# Herkimer County
Herkimer County je okres ve státě New York ve Spojených státech amerických. K roku 2010 zde žilo 64 519 obyvatel. Správním městem okresu je Herkimer. Celková rozloha okresu činí 3 776 km².